# Chlorangium meglectum
Chlorangium meglectum là một loài tảo trong họ Chlamydomonadaceae, thuộc chi Chlorangium.